# Fundata
Fundata é uma comuna romena localizada no distrito de Brașov, na região histórica da Transilvânia. A comuna possui uma área de  km² e sua população era de 879 habitantes segundo o censo de 2007.
Fundata, próxima da passagem Giuvala, entre Piatra Craiului e as montanhas Leaota, a uma altitude de 1.270m, é a vila mais elevada no corredor Rucǎr-Bran.